# Oberea rhodesica
Oberea rhodesica là một loài bọ cánh cứng trong họ Cerambycidae.